# Leuba (Ostritz)

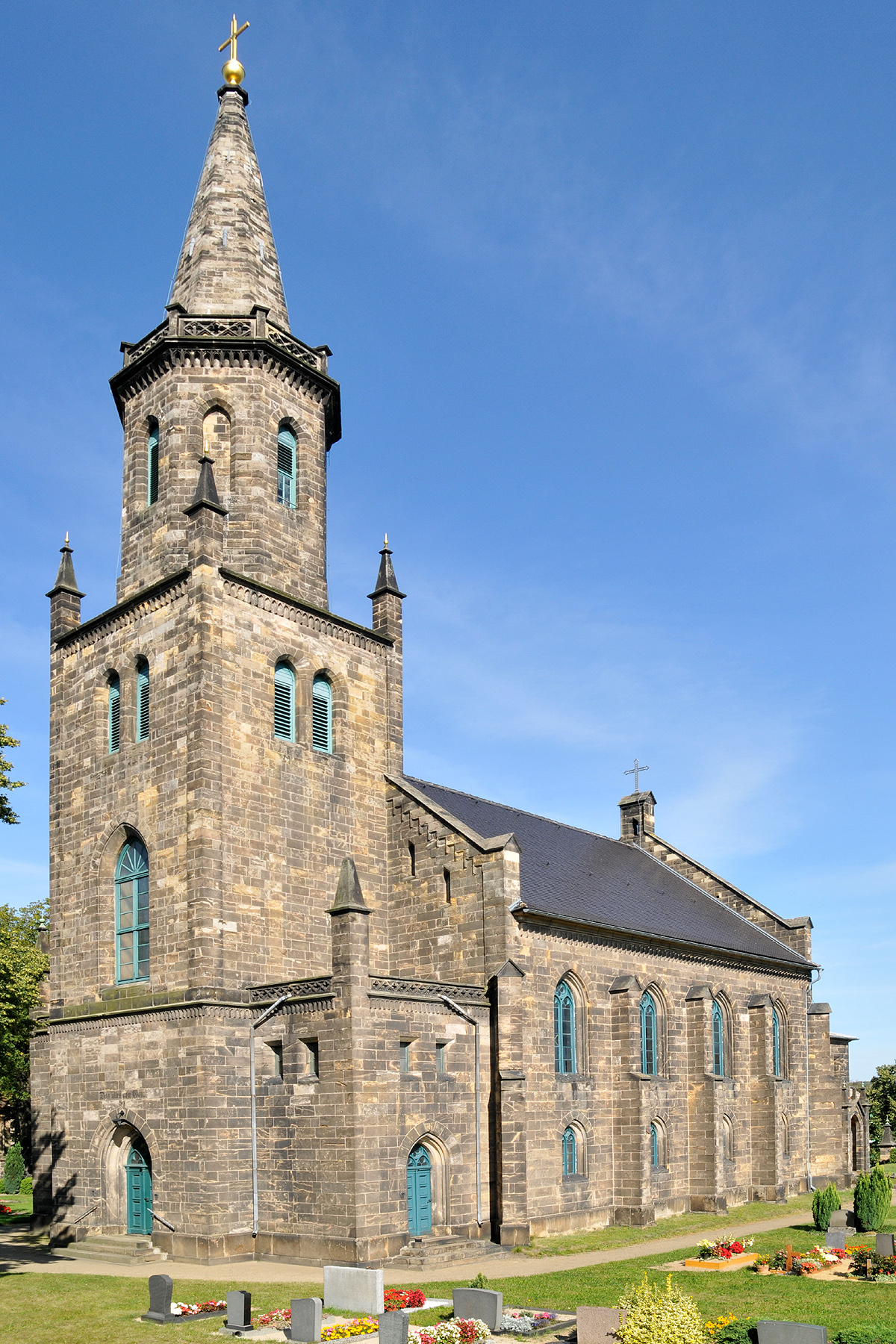
Nikolaikirche Leuba
Blick von Südwesten

Leuba ist ein Ortsteil von Ostritz im Landkreis Görlitz. Die ehemals eigenständige Landgemeinde Leuba mit ihrem Ortsteil Feldleuba wurde im Jahr 1994 in die Stadt Ostritz eingegliedert.

## Lage
Der Kern der Ortschaft Leuba erstreckt sich von Süd nach Nord auf einer Länge von etwa 1,3 Kilometern beidseits der ehemaligen Zittau-Görlitzer Heerstraße und heutigen Bundesstraße 99 und parallel zur Lausitzer Neiße, die Leuba im Osten zu Polen hin begrenzt. Die Neiße bildet seit 1945 einen Teil der deutsch-polnischen Grenze und trennt hier auch Sachsen von Niederschlesien (Polnisch: Dolny Śląsk). Nachbarorte von Leuba sind im Norden Hagenwerder, im Nordwesten Schönau-Berzdorf auf dem Eigen, im Westen Kiesdorf auf dem Eigen, im Südwesten Dittersbach auf dem Eigen und im Süden die Stadt Ostritz.

## Geschichte
Leuba wurde erstmals 1326 in einer Schenkungsurkunde an das Kloster St. Marienthal als Lubil urkundlich erwähnt. Der Name deutet auf eine slawische Ansiedlung hin und könnte so viel wie „Liebdorf“ bedeutet haben. Weitere Namensformen sind Lubin, Lewbe und Leube. Seit Anfang des 16. Jahrhunderts unterschied man das sich entwickelnde Dorf in das südliche Ober- und das nördliche Nieder-Leuba, was auch den damaligen Besitzverhältnissen folgte. Während der südliche Teil nach und nach in den Besitz des Klosters St. Marienthal gelangte, stand der nördliche Teil seit Mitte des 15. Jahrhunderts im Besitz der Herren von Gersdorff auf Tauchritz. 1759 gelangte auch Nieder-Leuba in den Besitz des Klosters, und erst 1839 wurde der erste gemeinsame Gemeinderat für Ober- und Nieder-Leuba gewählt. Schließlich wurden die beiden Ortsteile 1875 der Amtshauptmannschaft Zittau unter dem gemeinsamen Namen Leuba unterstellt.

## Sehenswürdigkeiten

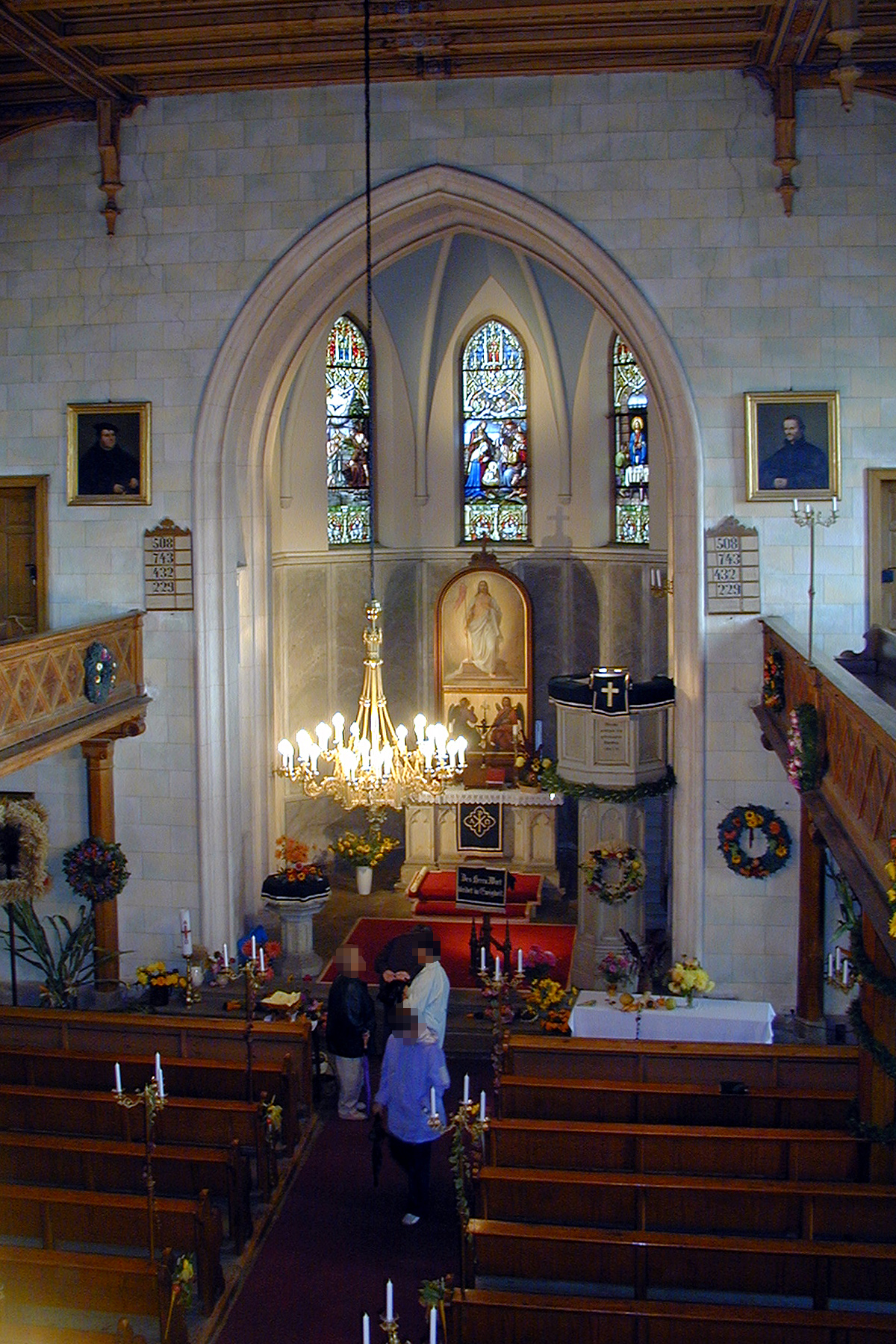
Nikolaikirche innen
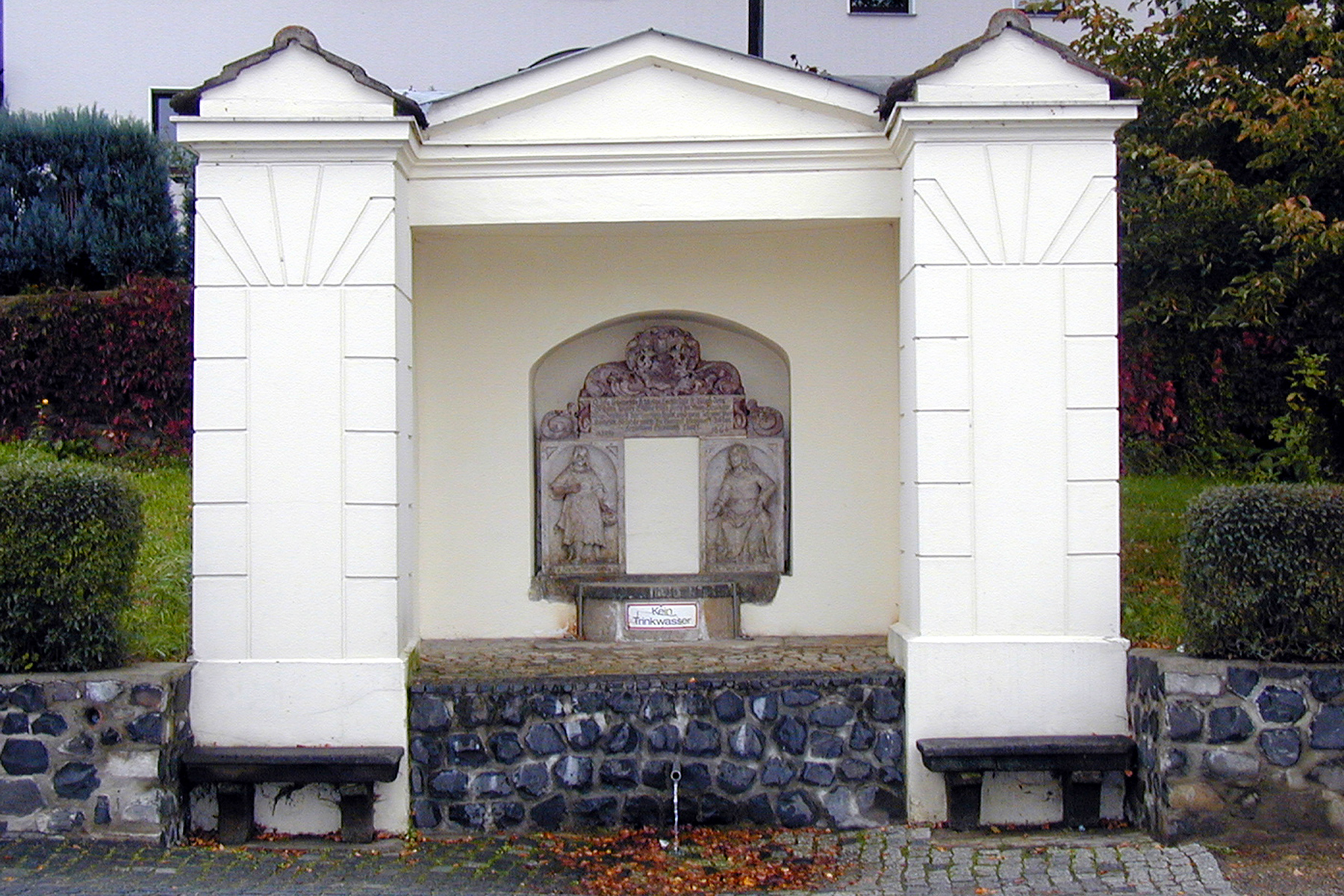
Kellbrunnen
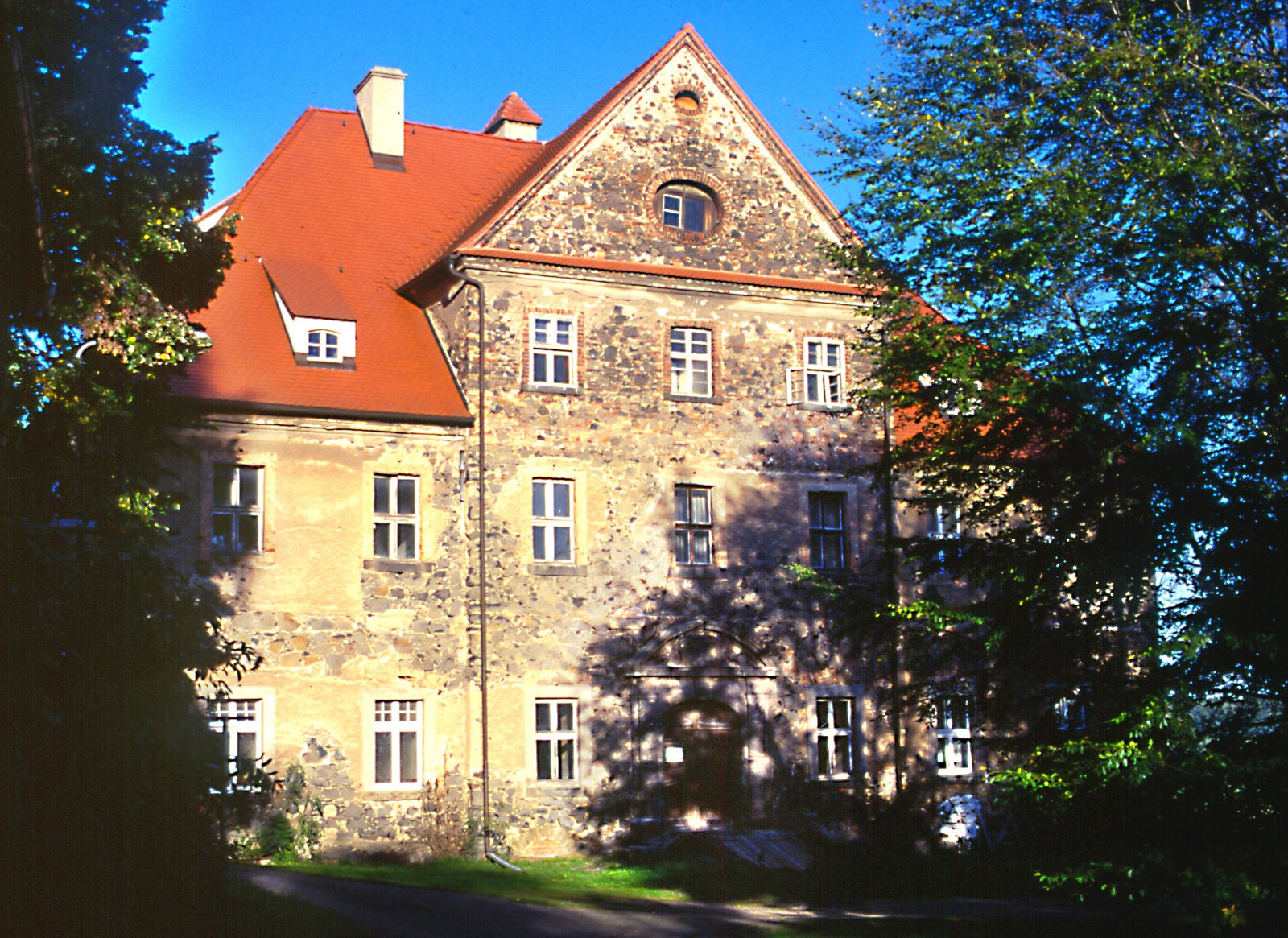
Schloss im Oktober 2006
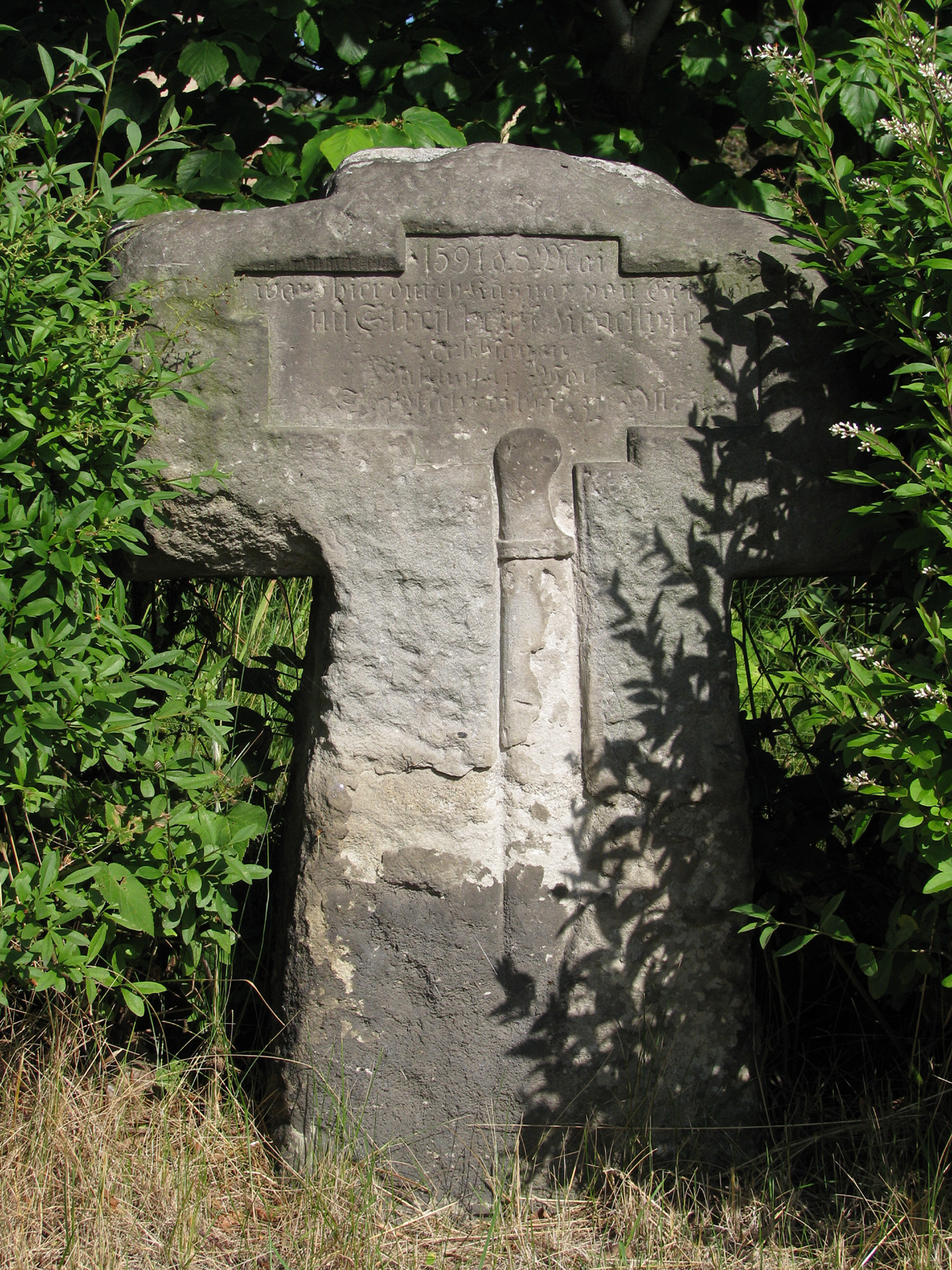
Sühnekreuz

### Nikolaikirche
Die Kirche wurde unter Pfarrer Wilhelm Götz (Pfarrer in Leuba von 1821 bis 1863) in den Jahren 1854–1856 erbaut und am 13. Oktober 1856 eingeweiht. Die alte Kirche, die 1512 fertiggestellt wurde, ging am 19. Juli 1853 zusammen mit dem benachbarten Bauerngut in Flammen auf. Der in gotischem Stil aus Sandsteinquadern errichtete Kirchenneubau enthält ein Orgelwerk von Friedrich Jahn aus Dresden. Hier wirkte auch von 1895 bis 1903 der durch sein Buch „Geschichte des Dorfes Leuba“ bekannt gewordene Pfarrer Emil Hermann Richard Doehler. Von den 1856 von Johann Gotthelf Große in Dresden gegossenen drei Glocken existiert nur noch die kleinste, die Beichtglocke. Die beiden großen Glocken – zweimal während der Weltkriege eingeschmolzen – wurden zuletzt 2002 und 2003 durch Glocken aus der Kunst- und Glockengießerei Lauchhammer ersetzt. Im Oktober 2006 feierte die Kirche ihr 150-jähriges Bestehen. Die Kirche gehört zur evangelisch-lutherischen Kirchgemeinde Ostritz-Leuba.

### Kellbrunnen
Im Jahr 1664 ließ der damalige Besitzer von Nieder-Leuba, Wigand von Uechtritz auf Steinkirch, die am Nordende des Dorfes unmittelbar an der Straße fließende Quelle einfassen und mit einer Halle überbauen. Dort wurde auch eine Trinkkelle angebracht, mit der vorüberziehende Reisende Wasser schöpfen und sich daran laben konnten. Von dieser Kelle erhielt der Brunnen seinen Namen.

### Schloss
Das Schloss wurde von Hans Christoph von Schweinitz (1645–1722) als Herrenhaus des Ritterguts Nieder-Leuba von 1695 bis 1698 erbaut und am 22. August 1698 „unter großer Festlichkeit“ eingeweiht. Der schlichte Barockbau präsentiert sich mit siebenachsiger Front und dreiachsigem Mittelrisalit. Johanna Sophia von Schweinitz verkaufte das Rittergut 1759 an das Kloster St. Marienthal. Neben anfänglicher Eigennutzung durch das Kloster wurde das Gut nebst Schloss später mehrfach an verschiedene Nutzer verpachtet. Nach längerem Leerstand befindet sich das Schloss inzwischen in Privatbesitz. Es steht unter Denkmalschutz.

### Sühnekreuz
In der Ortsmitte von Leuba, östlich der Kirche, findet sich direkt an der Hauptstraße eines der angeblich zwei Sühnekreuze, die an den Totschlag des Stadtschreibers Baltzer Wolfen von Ostritz erinnern sollen. „Die Inschrift ist jüngeren Datums“ und lautet: „1591 d. 8. Mai / wart hier durch Caspar v. Gersdorf / im Streit beim Kegelspiel / erschlagen Balthasar Wolf / Stadtschreiber zu Ostritz“ Kaspar von Gersdorff war von 1582 bis 1606 einer der Ortsherren von Nieder-Leuba und galt als „sehr harter und jähzorniger Herr“.

## Persönlichkeiten
- Gottfried Tollmann (1680–1766), evangelischer Pfarrer und Kirchenliederdichter
- Richard Doehler (1865–1935), 1895–1903 Pfarrer von Leuba, Verfasser der Geschichte des Dorfes Leuba
- Hans Richter (1904–nach 1969), Physiker und Hochschullehrer